# Abrahadabra
Abrahadabra je deváté studiové album norské blackmetalové kapely Dimmu Borgir. Vyšlo v roce 2010, už bez spolupráce ICS Vortexe a Mustisa.

## Seznam skladeb
Hudbu & texty skoponovali Shagrath, Silenoz a Galder.
| Pořadí | Název                       | Délka |
| ------ | --------------------------- | ----- |
| 1.     | Xibir (Instrumentální)      | 2:50  |
| 2.     | Born Treacherous            | 5:02  |
| 3.     | Gateways                    | 5:10  |
| 4.     | Chess with the Abyss        | 4:08  |
| 5.     | Dimmu Borgir                | 5:35  |
| 6.     | Ritualist                   | 5:13  |
| 7.     | The Demiurge Molecule       | 5:29  |
| 8.     | A Jewel Traced Through Coal | 5:16  |
| 9.     | Renewal                     | 4:11  |
| 10.    | Endings and Continuations   | 5:58  |

| Evropská Limitovaná edice | Evropská Limitovaná edice     | Evropská Limitovaná edice |
| Pořadí                    | Název                         | Délka                     |
| ------------------------- | ----------------------------- | ------------------------- |
| 11.                       | Gateways (Orchestrální verze) | 5:44                      |

| Mailorder edice | Mailorder edice                         | Mailorder edice |
| Pořadí          | Název                                   | Délka           |
| --------------- | --------------------------------------- | --------------- |
| 11.             | DMDR (Dead Men Don't Rape) (GGFH cover) | 4:24            |
| 12.             | Perfect Strangers (Deep Purple cover)   | 5:01            |
| 13.             | Gateways (Orchestrální verze)           | 5:44            |
| 14.             | Dimmu Borgir (Orchestrální verze)       | 5:35            |
| 15.             | Gateways (Videoklip)                    |                 |

| USA Limitovaná edice | USA Limitovaná edice              | USA Limitovaná edice |
| Pořadí               | Název                             | Délka                |
| -------------------- | --------------------------------- | -------------------- |
| 11.                  | Dimmu Borgir (Orchestrální verze) | 5:35                 |

| Japonská Limitovaná edice | Japonská Limitovaná edice             | Japonská Limitovaná edice |
| Pořadí                    | Název                                 | Délka                     |
| ------------------------- | ------------------------------------- | ------------------------- |
| 11.                       | Gateways (Orchestrální verze)         | 5:44                      |
| 12.                       | Perfect Strangers (Deep Purple cover) | 5:01                      |

| iTunes edice | iTunes edice                               | iTunes edice |
| Pořadí       | Název                                      | Délka        |
| ------------ | ------------------------------------------ | ------------ |
| 11.          | Gateways (Orchestrální verze)              | 5:44         |
| 12.          | The Demiurge Molecule (Orchestrální verze) | 5:23         |
| 13.          | Gateways (Videoklip)                       |              |

| HOT TOPIC edice | HOT TOPIC edice                         | HOT TOPIC edice |
| Pořadí          | Název                                   | Délka           |
| --------------- | --------------------------------------- | --------------- |
| 11.             | DMDR (Dead Men Don't Rape) (GGFH cover) | 4:24            |
| 12.             | Perfect Strangers (Deep Purple cover)   | 5:03            |
| 13.             | Gateways (Videoklip)                    |                 |

Ke skladbám "Gateways" a "Dimmu Borgir" byly natočeny videoklipy.